# Kyle Broflovski
Kyle Broflovski er en fiktiv karakter i tv-tegneserien South Park. Han er jøde og bliver tit mobbet af Eric Cartman på grund af sin religion. Kyle bryder sig egentlig overhovedet ikke om Cartman. Alligevel vil de ikke være hinanden foruden, da de har begge to elsker at hade hinanden. Hans bedste ven er ubestridt Stan Marsh med hvem han oftest er enig. 
Hans far hedder Gerald Broflovski, og hans mor hedder Sheila Broflovski, og han har en adopteret canadisk bror der hedder Ike Broflovski.
Hans forældre er begge advokater.